# Cor Alons

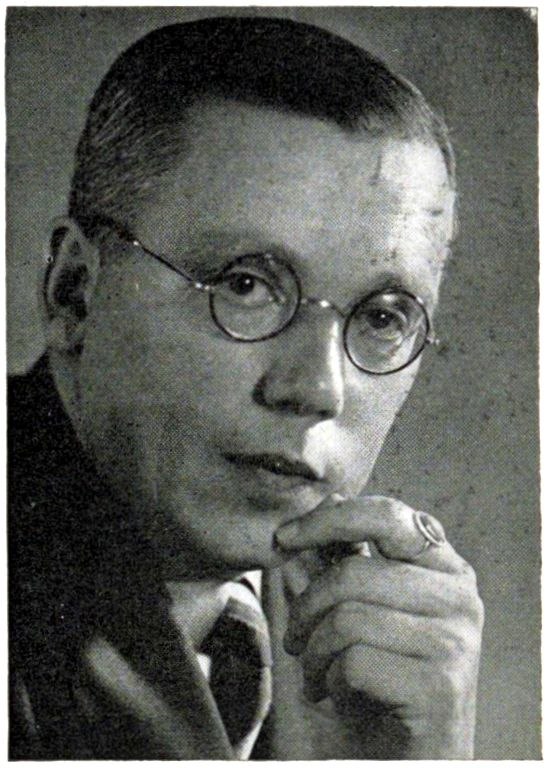
Cor Alons

Cornelius Louis (Cor) Alons (Groningen, 11 juni 1892 – Den Haag, 24 april 1967) was een Nederlands binnenhuisarchitect, industrieel ontwerper en boekbandontwerper.
Alons volgde een opleiding aan Academie Minerva in Groningen (1911–1913) en de Academie van Beeldende Kunsten in Den Haag (1913–1917). Ging na zijn opleiding aan de slag als binnenhuisarchitect bij de firma H. Pander & Zn. Hij ontwierp onder andere meubels, ex libris, interieurs en glas-in-loodramen.
In 1923 nam Alons ontslag en begon samen met ontwerper Frits Spanjaard (1889–1978) een ontwerpbureau. Zij behoorden tot de eerste generatie interieurarchitecten. Ze ontwierpen niet alleen meubels, maar keken ook naar de ruimte waarin de meubels werden geplaatst.
Ontwerpen van zijn hand zijn o.a.:
- doopvont in de Nieuwe Kerk te Delft
- doopvont in de Grote of St Jacobskerk te Den Haag
- tinnen avondmaalstel voor de Nederlands Hervormde Kerk te Goes

## Functionalisme
In 1923 was Alons medeoprichter van Plateelbakkerij Duinvoet. In de periode 1923-1925 ontwierp hij gebruiksaardewerk dat door de Duinvoet werd uitgevoerd. Dit werk past binnen de stroming van het functionalisme. Hij paste het functionalisme ook toe in zijn interieurontwerpen, waar hij koos voor eenvoudige meubels met een heldere structuur. Zo ontwierp hij voor Oostwoud Fabrieken in Franeker de stalen buismeubels waar hij beroemd mee werd. Alons was ook aanhanger van de nieuwe zakelijkheid.
In 1929 werd Alons docent meubelconstructie aan de Academie in Den Haag. Vanaf 1934 tot de jaren 60 was hij docent binnenhuiskunst aan dezelfde Academie.
Alons was lid van de Haagsche Kunstkring.